# Premiership 2014-2015 (Irlanda del Nord)
La NIFL Premiership 2014-2015, nota anche come Danske Bank Premiership per motivi di sponsorizzazione, è stata la settima edizione della massima serie del campionato nordirlandese di calcio dopo la sua riforma, la seconda con la nuova denominazione. La stagione è iniziata il 10 agosto 2014 ed è terminata il 26 aprile 2015. I Crusaders si sono aggiudicati il titolo per la 5ª volta.

## Novità
L'Ards è stato retrocesso in Championship dopo essersi piazzati all'ultimo posto nella stagione 2013-2014. Al suo posto è stato promosso l'Institute, primo classificato della Championship.

## Regolamento
Le 12 squadre partecipanti si affrontano in un triplo girone di andata-ritorno-andata, per un totale di 33 giornate. Al termine, le squadre sono divise in due gruppi di 6, in base alla classifica; ogni squadra affronta poi per la quarta volta le altre formazioni del proprio gruppo.

La squadra campione d'Irlanda del Nord è ammessa al primo turno di qualificazione della UEFA Champions League 2015-2016.

La seconda e la terza classificata sono ammesse al primo turno di qualificazione della UEFA Europa League 2015-2016.

L'11ª classificata affronta in uno spareggio promozione-retrocessione la seconda classificata della Championship.

L'ultima classificata retrocede direttamente in Championship.

## Squadre partecipanti
| Club               | Città          | Stadio                | Posizione 2013-2014      |
| ------------------ | -------------- | --------------------- | ------------------------ |
| Ballinamallard Utd | Ballinamallard | Ferney Park           | 10º posto                |
| Ballymena Utd      | Ballymena      | Ballymena Showgrounds | 7º posto                 |
| Cliftonville       | Belfast        | Solitude              | Campione                 |
| Coleraine          | Coleraine      | Coleraine Showgrounds | 9º posto                 |
| Crusaders          | Coleraine      | Coleraine Showgrounds | 3º posto                 |
| Dungannon Swifts   | Dungannon      | Stangmore Park        | 8º posto                 |
| Glenavon           | Dungannon      | Stangmore Park        | 6º posto                 |
| Glentoran          | Belfast        | The Oval              | 5º posto                 |
| Institute          | Drumahoe       | YMCA Grounds          | 1º posto in Championship |
| Linfield           | Belfast        | Windsor Park          | 2º posto                 |
| Portadown          | Portadown      | Shamrock Park         | 4º posto                 |
| Warrenpoint Town   | Dungannon      | Stangmore Park        | 11º posto                |

## Prima Fase

### Classifica
|  | Pos. | Squadra            | Pt | G  | V  | N  | P  | GF | GS | DR  |
|  | ---- | ------------------ | -- | -- | -- | -- | -- | -- | -- | --- |
|  | 1.   | Crusaders          | 73 | 33 | 22 | 7  | 4  | 85 | 39 | +46 |
|  | 2.   | Linfield           | 64 | 33 | 19 | 7  | 7  | 59 | 39 | +20 |
|  | 3.   | Cliftonville       | 57 | 33 | 15 | 12 | 6  | 65 | 38 | +27 |
|  | 4.   | Portadown          | 57 | 33 | 16 | 9  | 8  | 61 | 48 | +13 |
|  | 5.   | Glentoran          | 54 | 33 | 15 | 9  | 9  | 65 | 43 | +22 |
|  | 6.   | Glenavon           | 54 | 33 | 16 | 6  | 11 | 67 | 59 | +8  |
|  | 7.   | Coleraine          | 40 | 33 | 11 | 7  | 15 | 42 | 49 | -7  |
|  | 8.   | Ballymena Utd      | 33 | 33 | 10 | 6  | 17 | 54 | 72 | -18 |
|  | 9.   | Dungannon Swifts   | 32 | 33 | 7  | 11 | 15 | 35 | 52 | -17 |
|  | 10.  | Ballinamallard Utd | 29 | 33 | 7  | 8  | 18 | 31 | 62 | -31 |
|  | 11.  | Warrepoint Town    | 25 | 33 | 5  | 10 | 18 | 39 | 67 | -28 |
|  | 12.  | Institute          | 20 | 33 | 4  | 8  | 21 | 32 | 71 | -39 |

Legenda:

      Ammesse alla poule scudetto

      Ammesse alla poule retrocessione

### Risultati
|                    | Bmd     | Bal     | Cli     | Col     | Cru     | Dun     | Gln     | Glt     | Ins     | Lin     | Por     | War     |
| ------------------ | ------- | ------- | ------- | ------- | ------- | ------- | ------- | ------- | ------- | ------- | ------- | ------- |
| Ballinamallard Utd | ––––    | 3-0 1-3 | 0-4 1-1 | 1-0 2-1 | 1-1     | 2-0     | 1-0 1-3 | 2-2     | 2-3     | 1-3 1-1 | 0-2 0-0 | 3-1     |
| Ballymena Utd      | 3-0     | ––––    | 2-2     | 0-2 4-3 | 0-2 1-3 | 2-2     | 1-4 2-4 | 2-2 1-3 | 2-1 3-0 | 2-3     | 3-2     | 2-0 2-1 |
| Cliftonville       | 3-2     | 7-0 1-0 | ––––    | 2-3     | 0-1     | 1-1     | 3-3 2-3 | 0-0 1-1 | 4-0     | 0-0     | 2-0     | 3-1 2-2 |
| Coleraine          | 1-1     | 1-2     | 2-0 0-0 | ––––    | 2-6 -   | 1-2     | 2-1 1-1 | 2-1 1-1 | 4-0     | 1-2     | 0-0 0-1 | 0-0     |
| Crusaders          | 3-1 3-0 | 2-2     | 0-1 4-1 | 3-0     | ––––    | 1-0     | 1-4     | 1-0     | 3-2 3-1 | 2-2 2-1 | 2-3 6-0 | 3-0 4-1 |
| Dungannon Swifts   | 1-1 2-0 | 0-3 1-0 | 1-3 1-1 | 0-1     | 2-2 1-1 | ––––    | 2-1     | 2-3     | 2-2     | 0-1 0-3 | 2-3     | 0-2     |
| Glenavon           | 1-0     | 2-1     | 1-3     | 2-3     | 2-2 3-7 | 0-2 2-1 | ––––    | 1-2     | 1-1 2-1 | 1-2 1-0 | 2-4     | 3-2 2-2 |
| Glentoran          | 3-1 4-0 | 4-0     | 2-1     | 2-0     | 1-3 1-2 | 1-0 2-0 | 2-4 1-2 | ––––    | 2-1 4-1 | 2-3     | 1-1     | 3-1     |
| Institute          | 0-2 1-1 | 1-2     | 2-3     | 2-0 0-2 | 1-1     | 1-1 1-2 | 1-4     | 1-1     | ––––    | 1-1 0-1 | 0-4     | 1-0 1-1 |
| Linfield           | 3-0     | 3-2 2-1 | 1-3 2-2 | 2-1 1-1 | 1-2     | 4-0     | 0-1     | 2-1 2-2 | 3-1     | ––––    | 3-2 1-2 | 1-0 3-0 |
| Portadown          | 3-0     | 2-1 5-5 | 0-1 0-2 | 0-2     | 3-1     | 1-0 1-1 | 3-3 3-2 | 3-1 1-1 | 4-1 2-1 | 3-0     | ––––    | 2-2     |
| Warrenpoint Town   | 2-0 7-0 | 2-2 2-0 | 1-1     | 1-3 0-5 | 0-3     | 3-3 1-1 | 0-2     | 2-5 0-5 | 0-1     | 1-2     | 2-1     | ––––    |

## Poule scudetto
Le squadre mantengono i punti conquistati nella stagione regolare.

### Classifica
|  | Pos. | Squadra      | Pt | G  | V  | N  | P  | GF | GS | DR  |
|  | ---- | ------------ | -- | -- | -- | -- | -- | -- | -- | --- |
|  | 1.   | Crusaders    | 82 | 38 | 25 | 7  | 6  | 93 | 43 | +50 |
|  | 2.   | Linfield     | 72 | 38 | 21 | 9  | 8  | 67 | 46 | +21 |
|  | 3.   | Glenavon     | 66 | 38 | 20 | 6  | 12 | 82 | 65 | +17 |
|  | 4.   | Portadown    | 62 | 38 | 17 | 11 | 10 | 65 | 56 | +9  |
|  | 5.   | Cliftonville | 61 | 38 | 16 | 13 | 9  | 71 | 47 | +24 |
|  | 6.   | Glentoran    | 58 | 38 | 16 | 10 | 12 | 57 | 51 | +16 |

Legenda:

      Campione dell' Irlanda del Nord e ammessa alla UEFA Champions League 2015-2016

      Ammesse alla UEFA Europa League 2015-2016

Note:

Tre punti a vittoria, uno a pareggio, zero a sconfitta.

### Risultati
|              | Cli  | Cru  | Gln  | Glt  | Lin  | Por  |
| ------------ | ---- | ---- | ---- | ---- | ---- | ---- |
| Cliftonville | –––– | 0-1  |      |      | 2-2  | 4-0  |
| Crusaders    |      | –––– | 4-0  | 2-0  |      |      |
| Glenavon     | 5-0  |      | –––– | 4-0  |      | 3-2  |
| Glentoran    | 1-0  |      |      | –––– | 1-2  | 0-0  |
| Linfield     |      | 3-1  | 0-2  |      | –––– |      |
| Portadown    |      | 1-0  |      |      | 1-1  | –––– |

## Poule retrocessione

### Classifica
|  | Pos. | Squadra            | Pt | G  | V  | N  | P  | GF | GS | DR  |
|  | ---- | ------------------ | -- | -- | -- | -- | -- | -- | -- | --- |
|  | 1.   | Ballymena Utd      | 51 | 38 | 15 | 6  | 17 | 62 | 75 | -13 |
|  | 2.   | Coleraine          | 46 | 38 | 13 | 7  | 18 | 48 | 55 | -7  |
|  | 3.   | Ballinamallard Utd | 39 | 38 | 10 | 9  | 19 | 40 | 71 | -31 |
|  | 4.   | Dungannon Swifts   | 37 | 38 | 8  | 13 | 17 | 38 | 56 | -18 |
|  | 5.   | Warrepoint Town    | 30 | 38 | 6  | 12 | 20 | 50 | 76 | -26 |
|  | 6.   | Institute          | 21 | 38 | 4  | 9  | 25 | 36 | 84 | -48 |

Legenda:

      Retrocessa in NIFL Championship 2015-2016
Note:

Tre punti a vittoria, uno a pareggio, zero a sconfitta.

### Risultati
|                    | Bmd  | Bal  | Col  | Dun  | Ins  | War  |
| ------------------ | ---- | ---- | ---- | ---- | ---- | ---- |
| Ballinamallard Utd | –––– |      |      | 1-0  | 2-0  | 3-3  |
| Ballymena Utd      | 2-1  | –––– |      | 1-0  |      | 2-1  |
| Coleraine          | 1-2  | 0-1  | –––– |      | 3-1  | 2-1  |
| Dungannon Swifts   |      |      | 1-0  | –––– | 1-1  | 1-1  |
| Institute          |      | 1-2  |      |      | –––– |      |
| Warrenpoint Town   |      |      |      |      | 5-1  | –––– |

## Spareggio promozione-retrocessione
| Bangor (Irlanda del Nord) 28 aprile 2015, ore 20:45              | Bangor    | 2 – 0 | Warrepoint Town | Bangor Fuels Arena |
| \| \| \| \| \| Moan 29’ (aut.) McDowell 90+1’ \| Marcatori \| \| |           |       |                 |                    |
|                                                                  |           |       |                 |                    |
| Moan 29’ (aut.) McDowell 90+1’                                   | Marcatori |       |                 |                    |

| Warrepoint 1º maggio 2015, ore 19:45 | Warrepoint Town      | 2 – 0 (d.t.s.)                 | Bangor | Milltown Playing Fields |
| \| \| \| \| \| McDonald 12’ McVeigh 76’ \| Marcatori \| \| \| McGuigan McDonald Hughes McVeigh Hughes \| Tiri di rigore 3 – 1 \| Cooling McDowell Gardiner Hall \| |                      |                                |        |                         |
| |                      |                                |        |                         |
| McDonald 12’ McVeigh 76’ | Marcatori            |                                |        |                         |
| McGuigan McDonald Hughes McVeigh Hughes | Tiri di rigore 3 – 1 | Cooling McDowell Gardiner Hall |        |                         |

## Verdetti
- Campione dell'Irlanda del Nord:  Crusaders
- In UEFA Champions League 2015-2016:  Crusaders
- In UEFA Europa League 2015-2016:  Linfield,  Glenavon e  Glentoran[1]
- Retrocesse in Championship:  Institute